# John van Loen
John van Loen (Utrecht, 1965. február 4. –) holland válogatott labdarúgó.
A holland válogatott tagjaként részt vett az 1990-es világbajnokságon.

## Statisztika
| Holland válogatott | Holland válogatott | Holland válogatott |
| Időszak            | Mérk.              | gól                |
| ------------------ | ------------------ | ------------------ |
| 1985               | 1                  | 0                  |
| 1986               | 0                  | 0                  |
| 1987               | 0                  | 0                  |
| 1988               | 1                  | 0                  |
| 1989               | 3                  | 1                  |
| 1990               | 2                  | 0                  |
| Összesen           | 7                  | 1                  |